# Struppen-Siedlung
Struppen-Siedlung je vesnice, místní část obce Struppen v německé spolkové zemi Sasko. Nachází se v zemském okrese Saské Švýcarsko-Východní Krušné hory a má 433 obyvatel.

## Historie
Struppen-Siedlung vzniklo na přelomu 19. a 20. století na jihovýchodě Struppenu. Mezi lety 1896 a 1904 pronajali majitelé pozemků ze Struppenu saskému ministerstvu války celkovou plochu 37 hektarů. Oblast dnešní vsi tak sloužila jako přehlídkové místo pro velitelství posádky pevnosti Königstein, která leží asi tři kilometry na východ. Samotná vesnice Struppen-Siedlung byla založena v letech 1919 až 1920 a původně ji tvořily tři statky a cihelna.
Zlom v rozvoji znamenalo od roku 1963 rozšíření těžby uranu v ložisku Königstein u Leupoldishainu, asi kilometr východně od Struppen-Siedlung. Vzhledem k tomu, že důl nemohl být kvůli výškovému rozdílu přímo napojen na blízkou údolní labskou železnici, byla stanice Rottwerndorf na Gottleubatalské dráze rozšířena a stala se centrální stanicí nakládky materiálu a rudy. Doprava mezi dolem a vlakovým nádražím probíhala po 4,4 km dlouhé lanovce se 175 gondolami o objemu 1 m³, postavené v letech 1965 až 1967, která protínala osadu Struppen od východu na západ. Lanovka fungovala až do počátku 80. let 20. století a roku 1987 byla demontována.
V roce 1981 došlo ve Struppen-Siedlung k havárii vrtulníku, která si ale nevyžádala žádné oběti. Po sjednocení Německa se zastavěná plocha čtvrti rozšířila o novou rozvojovou plochu. Obec Struppen udělila vsi status místní části, takže má vlastní místní radu.

## Geografie
Struppen-Siedlung leží jihovýchodně od centra obce Struppen a prochází jí spolková silnice 172 směřující na východ do Königsteinu a na západ do velkého okresního města Pirna. Okolí vsi je zemědělsky využívané.